# Джеймс Котак
Джеймс Котак (* 26 декември 1962 в Луисвил, Кентъки) е американски музикант, който от 1996 до 2016 година е барабанист на рок групата Скорпиънс.

## Дискография

### С Бъстър Браун
- Sign Of Victory (1985) (Kottak did not play on their Loud And Clear album of 1984. He replaced Bob Koestle in 1985.)

### С Монтръс
- Mean (1987)

### С Кингдъм Ком
- Kingdom Come (1988)
- In Your Face (1989)

### С Майкъл Лий Фъркинс
- Michael Lee Firkins (1990)

### С Wild Horses
- Bareback (1991)
- Dead Ahead (2003)

### С McAuley Schenker Group
- M.S.G. (1992)

### С Warrant
- Ultraphobic (1995)

### С Ашба
- Addiction To The Friction (1996)

### Със Скорпиънс
- Pure Instinct (1996)
- Eye II Eye (1999)
- Moment of Glory (2000)
- Acoustica (2001)
- Unbreakable (2004)
- Humanity Hour I (2007)
- Sting in the Tail (2010)

### С Блек Шийп
- Sacrifice (1999)

## Външни припратки
- ((de)) ((en)) Кратко описание на Джеймс Котак Архив на оригинала от 2008-04-05 в Wayback Machine.

|  | Тази страница частично или изцяло представлява превод на страницата James Kottak в Уикипедия на немски. Оригиналният текст, както и този превод, са защитени от Лиценза „Криейтив Комънс – Признание – Споделяне на споделеното“, а за съдържание, създадено преди юни 2009 година – от Лиценза за свободна документация на ГНУ. Прегледайте историята на редакциите на оригиналната страница, както и на преводната страница, за да видите списъка на съавторите. ВАЖНО: Този шаблон се отнася единствено до авторските права върху съдържанието на статията. Добавянето му не отменя изискването да се посочват конкретни източници на твърденията, които да бъдат благонадеждни. |